# معتمد محسن
معتمد محسن لاعب كرة قدم مصري في مركز قلب الدفاع ، ويلعب حاليًا لنادي طلائع الجيش .